# Jumanji: The Next Level
Jumanji: The Next Level és una pel·lícula d'acció-aventura i fantasia dirigida per Jake Kasdan i escrita per Kasdan, Jeff Pinkner, i Scott Rosenberg. És una seqüela de la pel·lícula Jumanji: Welcome to the Jungle i la quarta entrega de la franquícia Jumanji. És protagonitzada per Dwayne Johnson, Kevin Hart, Jack Black, Karen Gillan, Nick Jonas, Alex Wolff, Morgan Turner, Ser'Darius Blain, i Madison Iseman, reprenent els seus papers de l'anterior film, i en papers nous Awkwafina, Danny Glover, i Danny DeVito. Està prevista que s'estrene el 13 de desembre de 2019 de la mà de Sony Pictures Releasing sota la seua marca Columbia Pictures. Ha estat subtitulada al català.

## Repartiment[2]
- Dwayne Johnson com el Dr. Smolder Bravestone: avatar d'Eddie (que era anteriorment el d'Spencer); un fort i confident arqueòleg, explorador, i líder de l'equip a Jumanji. Zachary Tzegaegbe interpreta un Smolder Bravestone més jove.
  - Danny DeVito com a Eddie Gilpin: avi destarotat d'Spencer.
- Jack Black com el Professor Sheldon "Shelly" Oberon: nou avatar de Fridge i anterior avatar de Bethany; un  cartògraf,  criptògraf, arqueòleg, i  paleontòleg.
  - Ser'Darius Blain com a Anthony "Fridge" Johnson: un figura de futbol americà del Brantford High School, al qual li importa més el futbol que estudiar. Ell i Spencer, que eren amics d'infantesa, es vam reconciliar al final de la pel·lícula anterior després d'anys de desassociació.
  - Madison Iseman com a Bethany Walker: una adolescent bonica, popular,  egocèntrica del Brantford High School. La seua experiència com a Sheldon Oberon a Jumanji li va ajudar a preocupar-se més per els altres.
- Kevin Hart com a Franklin "Mouse" Finbar: l'avatar de Milo (que anteriorment era de Fridge); un diminut zoòleg i un especialista en armes.
  - Danny Glover com a Milo Walker, l'amic excèntric d'Eddie.
- Karen Gillan com a Ruby Roundhouse: l'avatar de Martha; un commando amb talents en dansa d'arts marcials.
  - Morgan Turner com a Martha Kaply: una intel·lectual tímida i cínica al Brantford High School. Ella i Spencer van iniciar una relació romàntica al final de Welcome to the Jungle.
- Alex Wolff com a Spencer Gilpin: un estudiant raret al Brantford High School, que és el net d'Eddie. La seua experiència anterior com a Smolder Bravestone en Jumanji, el va ajudar a fer front a la seua ansietat i panfòbia, i a desenvolupar una assertivitat més prominent. Spencer és absorbit pel joc per segona vegada, i els seus amics, el seu avi, i l'amic del seu avi tracen un pla per a rescatar-lo.
- Nick Jonas com a Jefferson "Seaplane" McDonough: un avatar de Jumanji, que anteriorment havia estat d'Alex; un jove pilot d'avió.
- Colin Hanks com a Alex Vreeke: Un home casat amb fills, que com a jugador adolescent va estar atrapat al videojoc Jumanji durant molts anys; fins que va ser rescatat i va poder tornar al món real en la pel·lícula anterior. Vreeke va poder sobreviure refugiant-se en una casa construïda per un jugador anterior del joc, dit Alan Parrish.
- Rhys Darby com a Nigel Billingsley, el principal PNJ guia al joc (Personatges No Jugador).

A més a més, Awkwafina, i Dania Ramirez tenen papers en la pel·lícula. Massi Furlan i Ashley Scott apareixeran com a Renaldo i Ashley, respectivament.